# Herbert Weiz
Herbert Weiz, né le 27 juin 1924 à Friedrichroda (Thuringe, Allemagne) et mort le 22 novembre 2023, est un homme politique est-allemand. Il est ministre des Sciences et des Technologies de 1974 à 1989.
Il est également député à la Volkskammer à partir de 1963.

## Décorations
- Ordre du Mérite patriotique (RDA) (1970, 1976 et 1984)
- Ordre de Karl-Marx (1989)